# Tedaldo di Canossa
Tedaldo di Canossa (X secolo – ante luglio 1012) è stato un nobile italiano della Casa di Canossa, fu conte di Brescia dal 980, Modena, Ferrara e Reggio dal 981, e di Mantova.

## Biografia
Era il figlio di Adalberto Atto detto Attone, che aveva sostenuto Ottone I contro Berengario di Ivrea. La sua ascesa fu dovuta in gran parte alla sua fedeltà alla dinastia ottoniana. Dal padre ereditò il titolo di marchionale (Markgraf); sede della sua famiglia era il castello di Canossa.
Dopo aver ottenuto l'investitura di Ferrara (post 986), iniziò la costruzione di una fortezza, la seconda della cittadina dopo il castrum bizantino: è ricordata come castel Tedaldo. Tedaldo si oppose al marchese Arduino di Ivrea nella sua pretesa alla corona italiana nel 1002. Accompagnò l'imperatore Enrico II nella sua campagna in Italia nel 1004 ed era presente all'incoronazione reale a Pavia il 15 maggio. Nel 1007 fondò l'abbazia di San Benedetto in Polirone.
Morì prima del luglio 1012 e chiese di essere sepolto a Canossa vicino al padre.

## Discendenza
Tedaldo sposò Willa, Willa era figlia del conte Adimaro, figlio a sua volta di Bonifacio II, duca di Spoleto e marchese di Camerino. Lo zio era dunque Tebaldo, duca di Spoleto e marchese di Camerino, che successe al padre. Ella dunque apparteneva alla dinastia degli Hucpoldingi. Ebbero quattro figli, ai quali vennero dati nomi tradizionali degli Hucpoldingi:
- Maria, moglie di Ugone d'Este;
- Bonifacio (985-1052), forse secondogenito[7], dal padre ereditò le contee di Mantova, Reggio Emilia, Modena, Ferrara e Brescia e si assicurò il suo intero patrimonio;
- Tedaldo (990-1036), divenne vescovo di Arezzo nel 1023;
- Corrado (?-1021), signore di Canossa.

## Ascendenza
|                           |                         |   | Genitori |  |  | Nonni              |  |  | Bisnonni  |  |
|                           |                         |   |          |  |  | Sigifredo di Lucca |  |  | Sigifredo |  |
|                           |                         |   |          |  |  | Sigifredo di Lucca |  |  | Sigifredo |  |
|                           |                         | … |          |  |  | Sigifredo di Lucca |  |  |           |  |
| Adalberto Atto di Canossa |                         |   |          |  |  | Sigifredo di Lucca |  |  |           |  |
|                           |                         | … | …        |  |  |                    |  |  |           |  |
|                           |                         | … | …        |  |  |                    |  |  |           |  |
|                           |                         | … | …        |  |  |                    |  |  |           |  |
| Tedaldo di Canossa        |                         | … |          |  |  |                    |  |  |           |  |
|                           | Sigifredo dei Supponidi | … |          |  |  |                    |  |  |           |  |
|                           | Sigifredo dei Supponidi | … |          |  |  |                    |  |  |           |  |
|                           | Sigifredo dei Supponidi | … |          |  |  |                    |  |  |           |  |
| Ildegarda dei Supponidi   | Sigifredo dei Supponidi |   |          |  |  |                    |  |  |           |  |
|                           |                         | … | …        |  |  |                    |  |  |           |  |
|                           |                         | … | …        |  |  |                    |  |  |           |  |
|                           |                         | … | …        |  |  |                    |  |  |           |  |
|                           |                         | … |          |  |  |                    |  |  |           |  |